# Theodore Kaufman
 (octobre 2015).
Si vous disposez d'ouvrages ou d'articles de référence ou si vous connaissez des sites web de qualité traitant du thème abordé ici, merci de compléter l'article en donnant les références utiles à sa vérifiabilité et en les liant à la section « Notes et références ».
Œuvres principales
L'Allemagne doit disparaître! (Germany Must Perish!, 1941)

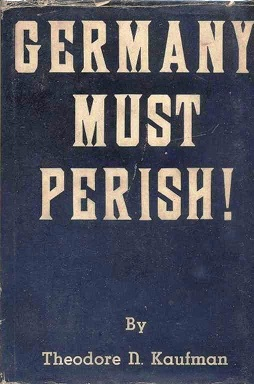
Germany must Perish!

Theodore Newman Kaufman, né le 2 février 1910 à Manhattan et décédé le 4 avril 1986 à Orange, dans le New Jersey, est un écrivain et homme d'affaires juif-américain, connu pour son ouvrage « L'Allemagne doit disparaître! » (Germany Must Perish!, 1941) militant pour un génocide du peuple allemand par stérilisation.

## Biographie
Theodore Newman Kaufman est né à Manhattan, New York City, le 22 février 1910, d'Anton Kaufman et de Fannie Newman. Ses parents s'étaient mariés le 14 mars 1909. Son père avait été journaliste au Berliner Morgen Zeitung à Berlin, avant d'émigrer aux États-Unis en 1905. Les trois frères de Theodore étaient Herbert, Julian et Leonard.
Il a fréquenté le lycée South Side à Newark, dans le New Jersey, et a obtenu son diplôme vers 1928.
En 1934, il fut arrêté avec son père aveugle, pour le vol qualifié de Sandor Alexander Balint, de Budapest. Balint avait mis au point un procédé pour accélérer le vieillissement du vin. Les Kaufman avaient acheté cette formule à Balint, mais finirent par croire que cette formule était « sans valeur ». La mère de Theodore Kaufman est décédée en 1939.
Kaufman est devenu propriétaire d'une petite agence de publicité et agence de vente de billets à South Orange, dans le New Jersey. Il publie le New Jersey Legal Record et fonde Argyle Press à Newark, dans le New Jersey, afin de publier ses pamphlets politiques.

## Pamphlets politiques et propagande nazie
Theodore Kaufman combattit radicalement un possible engagement américain dans de futures guerres en Europe. En 1939, sous les auspices de la Fédération américaine de la paix, une entité inconnue dont il était le président et probablement l'unique membre, Kaufman produisit plusieurs publications. Un pamphlet intitulé Achat passif préconisait l'établissement d'une période de deux semaines au cours de laquelle les Américains limiteraient leurs dépenses dans le cadre d'une opposition publique à l'intervention américaine dans les conflits européens. Kaufman a plaidé en faveur de « la défense militaire la plus forte possible des États-Unis » et déclara qu' « en se tenant absolument à l'écart des guerres et des embrouilles étrangères, le peuple américain est confronté à un véritable avenir. »
Deux ans plus tard, dans son livre autopublié Germany Must Perish! il préconise de procéder à une stérilisation de masse de tous les hommes allemands de moins de 65 ans et à la stérilisation de la plupart des femmes allemandes de moins de 45 ans. Cela éliminerait, selon lui, le « germanisme », résolvant ainsi de nombreux problèmes de l'humanité. Il encourage également une distribution des terres allemandes aux pays voisins.
La propagande nazie a souvent utilisé le pamphlet de Kaufman pour justifier la persécution des Juifs. Lorsque les nazis ont demandé aux juifs allemands de porter une étoile jaune sur leurs vêtements le 1er septembre 1941, ils ont publié un dépliant expliquant au peuple allemand que les personnes portant l'étoile conspiraient pour mettre en œuvre le plan de Kaufman pour la destruction de l'Allemagne. Lorsque les Juifs de Hanovre ont été forcés de quitter leurs maisons le 8 septembre 1941, les autorités allemandes ont cité le livre de Kaufman comme l'une des raisons de cet ordre.